# チェコとスロバキアのレース
チェコとスロバキアのレースでは、チェコとスロバキアにおけるレースの歴史について述べる。
ボヘミア地域では、隣国ドイツの影響を受け、ニードルレースやボビンレースが作られていた。それ以外の地域ではロシアレースと呼ばれる、雑多な色を使う室内装飾の庶民的なレースがつくられていた。
1871年のプラハで公開された報告書に、ボヘミアのレース女工の規律の厳しい工場に対する抵抗運動が記されている。1920年代には、ウィーン工房の教師であるハードリチカ教授夫妻、レース生地デザイナーのダゴベルト・ペシュなど、チェコ人が活躍していた。
第一次世界大戦、第二次世界大戦の後、チェコスロバキアではレース産業が奨励された。レースの伝統が浅い同国では、装飾的にも技術的にも大胆に発展し、世界中で最も創造豊かであった。1960年代、チェコスロバキアのレースは、世界に先駆けて抽象模様を手がけた。レース製作者エレーナ・ボレツィオヴァ、エミリ・パリコヴァ、マリ・パンコヴァ・クチンコヴァ、ハナ・ラクロヴァたちは、現代レースに欠けていた発想を与えた。